# Parafia Najświętszego Ciała i Krwi Chrystusa w Katowicach
Parafia Najświętszego Ciała i Krwi Chrystusa w Katowicach Piotrowicach – rzymskokatolicka parafia położona w dekanacie Katowice Panewniki. W 2013 roku liczyła 8472 wiernych.

## Historia parafii
Pierwsze starania o kościół parafialny (początkowo mający służyć Piotrowicom, Podlesiu i Murckom) podjęto już w XIX wieku – według źródeł przez ks. dr hab. H. Olszara w 1898 roku bądź nawet wcześniej, przez dr Stefana Gierlotkę w 1970 roku. Szybki rozwój południowych dzielnic Katowic w XX wieku, a w szczególności powstanie w latach 70-80 XX wieku Osiedla Odrodzenia spowodowały konieczność ustanowienia opieki duszpasterskiej w tym regionie. 26 października 1986 roku biskup Damian Zimoń zlecił parafii piotrowickiej zbudowanie świątyni. Zadanie to zostało powierzone ks. Januszowi Kwapiszewskiemu, wikaremu parafii św. Jacka. Ostatecznie na lokalizację kościoła wybrano parcelę ofiarowaną przez darczyńcę. Po interwencji biskupa Zimonia u wojewody katowickiego, Tadeusza Wnuka, 18 grudnia 1987 roku urząd miasta wydał zgodę na wzniesienie kościoła .
Pierwsza msza polowa została odprawiona przez ks. dziekana Alojzego Bindę 5 czerwca 1988. Parafia została erygowana 1 stycznia 1990 roku. Początkowo msze odprawiane były w tymczasowej kaplicy, podarowanej przez franciszkanów z Parafii Niepokalanego Serca Najświętszej Maryi Panny w Zabrzu . 
Plac pod budowę kościoła został poświęcony 7 listopada 1993 roku przez Damiana Zimonia. Kamień węgielny pod budowę kościoła poświęcił papież Jan Paweł II 10 czerwca 1987 r. w Tarnowie w czasie swojej trzeciej pielgrzymki do Polski, zaś wmurowanie kamienia odbyło się 12 czerwca 1997 roku. Budowniczymi kościoła byli ks. Janusz Kwapiszewski (do 1997 roku) i ks. Zenon Buchalik (od 2 sierpnia 1997). Budynek zaprojektowali inż. Jacek Leśko i inż. Barbara Rowińskia, zaś wnętrza zaprojektował Mikołaj Krusz. Malowidło zdobiące prezbiterium wykonał Aleksander Kiszka .
Pierwszą mszą odprawioną w jeszcze budowanym kościele była pasterka w 1999 roku. W 2001 roku stan świątyni pozwolił na przeniesienie tam całości praktyk religijnych. Kościół poświęcił abp Damian Zimoń 7 czerwca 2004 roku, w obecności abp. Szczepana Wesołego .
Kościelny dzwon został poświęcony przez biskupa Gerarda Bernackiego 12 kwietnia 2000 roku. W grudniu 2003 na wyposażeniu parafii znalazły się elektroniczne organy .

## Klasztor zakonu pijarów
Na terenie parafii od 1 września funkcjonuje placówka Zakonu Pijarów Matki Bożej Królowej Szkół Pobożnych. Zakon prowadzi szkołę podstawową na terenie osiedla Bażantowo .

## Duszpasterstwo
Kapłani pochodzący z parafii;
- ks. Józef Komosa (rok święceń – 1996)
- ks. Krzysztof Tomalik (rok święceń – 2000)
- ks. Jan Pysik (rok święceń – 2004)

Poprzedni proboszczowie;
- ks. Janusz Kwapiszewski (1988 – 1997)